# Odontoporella strophiae
Odontoporella strophiae är en mossdjursart som först beskrevs av Ferdinand Canu och Ray Smith Bassler 1930.  Odontoporella strophiae ingår i släktet Odontoporella och familjen Hippoporidridae. Inga underarter finns listade i Catalogue of Life.